# 南小川村
南小川村（みなみおがわむら）は、長野県上水内郡にあった村。現在の小川村高府・小根山にあたる。

## 地理
- 河川：土尻川、薬師沢川

## 歴史
- 1889年（明治22年）4月1日 - 町村制の施行により、高府村・小根山村の区域をもって発足。
- 1955年（昭和30年）4月1日 - 北小川村と合併して小川村が発足。同日南小川村廃止。

## 交通

### 道路
- 大町街道（現・長野県道31号長野大町線）